# Руденко Інеса Андріївна
Інеса Андріївна Руденко (1925, село Миколаївка (з 1963 року — село Світлівщина) Новосанжарського району Полтавської області — ?) — українська радянська діячка, головний зоотехнік Ліговської та Сахновщинської машинно-тракторних станцій Сахновщинського району Харківської області. Депутат Верховної Ради СРСР 4—5-го скликань.

## Життєпис
Народилася 1925 року в бідній селянській родині. У 1944 році закінчила Сахновщинську середню школу Харківської області.
У 1944—1948 роках — студентка Харківського зоотехнічного інституту.
У 1948—1953 роках — зоотехнік Сахновщинського районного відділу сільського господарства, головний зоотехнік Сахновщинського районного управління сільського господарства Харківської області.
З 1953 по 1955 рік — головний зоотехнік Ліговської машинно-тракторної станції Сахновщинського району Харківської області. З 1955 по 1958 рік — головний зоотехнік Сахновщинської машинно-тракторної станції Сахновщинського району Харківської області.
Член КПРС з 1956 року.
Двічі (у 1954 і 1958 роках) обиралася депутатом Верховної ради СРСР по Красноградському виборчому округу Харківської області.
З 1958 року — головний зоотехнік інспекції із сільського господарства Сахновщинського району Харківської області.

## Нагороди
- медаль «За трудову доблесть» (26.02.1958)
- медалі